# Зенит (стадион, Волгоград)
«Зени́т» — многофункциональный стадион сооружение в Волгограде, входящий в состав спортивного комплекса «Зенит». Открыт в июле 1927 года и является одним из старейших стадионов города. Стадион находится на улице Таращанцев 72 в Краснооктябрьском районе Волгограда.
Стадион имеет футбольное поле с естественным травяным покрытием, 8 легкоатлетических дорожек, две трибуны. Западная трибуна включает 1870 зрительских мест, а восточная — 1716 мест. Рядом со стадионом также располагается запасное поле с искусственным покрытием, теннисные корты, плавательный бассейн и парковка.
26 сентября 2013 года на стадионе прошёл один из матчей квалификационного раунда Чемпионата Европы по футболу до 17 лет.
После сноса Центрального стадиона, стадион «Зенит» был реконструирован и временно стал площадкой ФК «Ротор», для проведения домашних матчей.
Во время проведения ЧМ-2018 по футболу стадион использовался в качестве тренировочной базы для команд-участниц.